# Lissochlora hinojosae
Lissochlora hinojosae is een vlinder uit de familie van spanners (Geometridae). De wetenschappelijke naam van de soort is voor het eerst geldig gepubliceerd in 2014 door Aare Lindt & Jaan Viidalepp.

## Type
- holotype: "male. 14-17-XI-2003. leg. A. Lindt"
- instituut: EMNH in Nankai University, Tallinn, Estland
- typelocatie: "Peru, Oxapampa, 2300 m. 10°27’ 08” S, 75°17’ 04” W"